# The Star of the Sea
The Star of the Sea (Brasil: A Estrela do Mar ) é um filme mudo norte-americano de 1915, do gênero drama, dirigido por Joe De Grasse e estrelado por Lon Chaney. O filme é agora considerado perdido.

## Elenco
- Pauline Bush - Mary
- Laura Oakley - Janice
- Lon Chaney - Tomasco
- William C. Dowlan - Mario Brisoni
- Marc Robbins - Pai Busoni